# Louis de Carrières
Pour les articles homonymes, voir de Carrières.
 (avril 2024).
Si vous disposez d'ouvrages ou d'articles de référence ou si vous connaissez des sites web de qualité traitant du thème abordé ici, merci de compléter l'article en donnant les références utiles à sa vérifiabilité et en les liant à la section « Notes et références ».
Louis de Carrières est un prêtre de l'Oratoire, né le 1er septembre 1662 au château de La Plesse à Avrillé près d'Angers, mort le 14 juin 1717 à Paris.
Il est l'auteur d'une traduction avec un commentaire littéral de la Bible dite Sainte Bible de Carrières, encore très appréciée durant le XIXe siècle.

## Sa vie
Louis de Carrières est un fils de Louis de Carrière, seigneur d'Avrillé, et d'Antoinette, fille de Raoul Chaloppin, seigneur de La Plesse.
Il fut d'abord page d'un ambassadeur de France en Espagne, puis embrassa la profession militaire qu'il quitta en 1689 pour entrer, à l'âge de vingt-sept ans, dans la congrégation de l'Oratoire. Il mourut à Paris dans la maison de Saint-Honoré le 11 juin 1717, à 55 ans.

## Son œuvre
Le Père de Carrières a rendu son nom célèbre par un Commentaire littéral sur tous les livres de la Bible dans la tradition de la Bible historiale manuscrite achevée en 1297 par Guyart des Moulins avec le commentaire en rouge, puis des bibles de Vatable (1495 - 1547), Jacobus Tirinus (1580 – 1636), Bonfrère (1573 – 1642), Jansénius (1585 – 1638), puis Menochius (1575 - 1655) dont le commentaire est repris dans la IVe édition. 
Ce commentaire littéral ou paraphrase consiste dans l'insertion dans le texte de quelques phrases ou demi-phrases, souvent même d'un ou deux mots, pour le mettre à la portée des plus simples fidèles. Ces courtes intercalations sont en lettres italiques afin que le lecteur ne confonde pas les additions du commentateur avec le discours sacré. 
« Le choix en est fait avec tant de goût, l'auteur a tellement su saisir l'esprit de ce livre divin, qu'on ne s'aperçoit pour ainsi dire plus de la différence du commentaire avec le texte original. C'est, de tous les ouvrages de ce genre, le plus simple, le plus naturel, le plus abrégé. Le lecteur n'est point fatigué par des explications hors d'œuvre ; il n'est point obligé d'interrompre la lecture du texte pour aller chercher dans des notes ou dans des dissertations les éclaircissement des endroits difficiles ; il n'est point arrêté par les opinions opposées des différents interprètes-il voit tout d'un coup le vrai sens sous une forme directe, et qui s'explique souvent par des paroles mêmes de l'écriture ; en sorte qu'on trouve presque toujours la parole de Dieu interprétée par elle-même. », nous dit Michaud.
Cette œuvre estimée fut la première fois imprimée en vingt-quatre volumes in-12 successifs entre 1701 et 1716. Les deux premiers volumes n'eurent pas d'abord un grand succès. L'auteur dégoûté voulait discontinuer son travail mais Bossuet l'encouragea et lui prédit le succès qu'il ne manqua d'avoir par la suite. Effectivement les éditions se succèdent entre 1750, 6 volumes in-4, et 1788, 10 volumes in-12. On en fait un usage quotidien au XVIIIe siècle. 
Le fonds de la traduction est celle de la Vulgate par Lemaistre de Sacy (1613-1684), dite Bible de Port-Royal, la quatrième édition ajoute le commentaire du Père jésuite Menochius (Padoue 1575 - Rome 1655).
Le commentaire a été adopté dans la Bible de l'abbé de Vence et dans celle d'Avignon. Dans cette dernière, l'éditeur Rondet a fait des corrections considérées comme améliorant encore l'ouvrage. C'est la seule version française de l'Écriture sainte qui fut autorisée en Italie au XIXe siècle.